# Кирьянов, Иван Иванович
Иван Иванович Кирьянов (27 октября 1912 — ?) —  участник Великой Отечественной войны, машинист котельного цеха ГЭС № 8 имени С.М. Кирова Ленэнерго Министерства энергетики и электрификации СССР, Тосненский район Ленинградской области. Герой Социалистического Труда (4 октября 1966).

## Биография
Родился 27 апреля 1914 года в деревне Звоз ныне Холмогорского района Архангельской области .
С 1932 по 1941 год работал бондарем, а затем сменным мастером на деревообрабатывающем заводе в Архангельске. В 1936-1938 годах служил в Красной Армии.
С мая 1941 года – вновь в Красной Армии, лейтенант. Участник Великой Отечественной войны. В апреле 1942 года миномётная рота 1098-го стрелкового полка 327-й стрелковой дивизии Волховского фронта ведёт бои в районе Красной Горки, Апраксина Бора. 10 апреля 1942 года был легко ранен в правый бок.
12 января 1943 года миномётная рота 1098-го стрелкового полка 327-й стрелковой дивизии лейтенанта Кирьянова И. И. перешла в наступление в первом эшелоне на левом фланге 2-й ударной армии, с рубежа несколько севернее Гонтовой Липки в направлении на Синявино. В ожесточённых боях, добивается быстрого успеха. В первые же часы боя части дивизии завязали бой за сильный узел вражеского сопротивления — рощу Круглая. Дивизия прорвала первую полосу обороны 227-й пехотной дивизии немцев, а к вечеру сумела полностью выбить противника из рощи Круглая.. За день дивизия разбила 366-й пехотный полк уничтожила 70 долговременных сооружений, 2 танка, захватила 16 орудий, 15 пулемётов, 4 радиостанции, больше 1000 снарядов и много других трофеев. Лейтенант Кирьянов И. И.получил тяжёлое ранение в голову и отправлен в госпиталь, где после лечения признан ограниченно годным к военной службе.
19 января 1943 года преобразована в 64-ю гвардейскую стрелковую дивизию. Демобилизован гвардеец Кирьянов в июне 1946 года.  
Демобилизовавшись из Красной Армии в 1946 году, трудился машинистом котла, а с 1948 года – машинистом котельного цеха ГЭС № 8 имени С.М. Кирова в посёлке Невдубстрой (с 1953 года – город Кировск) Мгинского (с 1960 года – Тосненского, а с 1977 года – Кировского) района Ленинградской области. В 1948 году вступил в ВКП(б)/КПСС. По представлению райвоенкомата в 1951 году за отвагу и храбрость, проявленные в боях с немецкими захватчиками в Великой Отечественной войне, награждён орденом Красной Звезды.
В 1963 году завоевал звание ударника коммунистического труда. В 1966 году защитил дипломный проект и получил среднетехническое образование. В его сменах была самая высокая выработка, безаварийная работа и порядок. Особенно коллектив его смены отличился в годы семилетки (1959-1965), когда ни разу не было вынужденных простоев и все агрегаты работали как часы.
Указом Президиума Верховного Совета СССР от 4 октября 1966 года за выдающиеся успехи, достигнутые в выполнении заданий семилетнего плана по развитию энергетики страны, Кирьянову Ивану Ивановичу присвоено звание Героя Социалистического Труда с вручением ордена Ленина и золотой медали «Серп и Молот». 
В 1966 году окончил годичную школу мастеров, после чего стал старшим машинистом в своем цеху, сам начал обучать молодых рабочих. Трудился на ГЭС № 8 имени С.М. Кирова (ныне – Дубровская ТЭЦ) до выхода на заслуженный отдых.
Жил в городе Кировск Кировского района.

## Награды
- Золотая медаль «Серп и Молот» (04.10.1966)
- Орден Ленина (04.10.1966)

- Орден Отечественной войны II степени (11.03.1985)[5]
- Орден Красной Звезды (30.05.1951)[4]
- Медаль «За оборону Ленинграда»

- Медаль «В ознаменование 100-летия со дня рождения Владимира Ильича Ленина» (6 апреля 1970)

- Медаль «За победу над Германией в Великой Отечественной войне 1941—1945 гг.» (9 мая 1945[6])[7]
- Юбилейная медаль «Двадцать лет Победы в Великой Отечественной войне 1941—1945 гг.» (7 мая 1965[8])
- Юбилейная медаль «Тридцать лет Победы в Великой Отечественной войне 1941—1945 гг.»[9]
- Медаль «Сорок лет Победы в Великой Отечественной войне 1941-1945 гг.»[10]

- Медаль «За трудовое отличие» (28.05.1952)
- Медаль «30 лет Советской Армии и Флота»[11]
- Юбилейная медаль «40 лет Вооружённых Сил СССР»[12]
- Юбилейная медаль «50 лет Вооружённых Сил СССР» (26 декабря 1967[13])
- Знак МО СССР «25 лет Победы в Великой Отечественной войне» (24 апреля 1970)

## Память
- На могиле установлен надгробный памятник.
- Его имя увековечено в Главном Храме Вооружённых сил России, и навсегда запечатлено на мемориале «Дорога памяти»